# Чамісал (округ Сокорро, Нью-Мексико)
Чамісал (англ. Chamizal) — переписна місцевість (CDP) в США, в окрузі Сокорро штату Нью-Мексико. Населення — 101 осіб (2010).

## Географія
Чамісал розташований за координатами 34°13′6″ пн. ш. 106°54′54″ зх. д. / 34.21833° пн. ш. 106.91500° зх. д. (34.218273, -106.915114).  За даними Бюро перепису населення США в 2010 році переписна місцевість мала площу 1,14 км², уся площа — суходіл.

## Демографія
Згідно з переписом 2010 року, у переписній місцевості мешкала 101 особа в 41 домогосподарстві у складі 25 родин. Густота населення становила 88 осіб/км².  Було 47 помешкань (41/км²).
Расовий склад населення:
| - 74,3 % — білих - 5,9 % — корінних американців - 3,0 % — азіатів - 1,0 % — чорних або афроамериканців - 5,9 % — осіб інших рас |

До двох чи більше рас належало 9,9 %. Частка іспаномовних становила 48,5 % від усіх жителів.
За віковим діапазоном населення розподілялося таким чином: 31,7 % — особи молодші 18 років, 53,4 % — особи у віці 18—64 років, 14,9 % — особи у віці 65 років та старші. Медіана віку мешканця становила 41,5 року. На 100 осіб жіночої статі у переписній місцевості припадало 110,4 чоловіків;  на 100 жінок у віці від 18 років та старших — 109,1 чоловіків також старших 18 років.
Цивільне працевлаштоване населення становило 0 осіб. 